# Moro (Familienname)
Moro ist der Familienname folgender Personen:
- Aldo Moro (1916–1978), italienischer Politiker
- Aldo Moro (Musiker), deutscher Musiker
- Alejandro Moro, argentinischer Jazzgitarrist, Arrangeur, Komponist und Musikpädagoge
- Alejandro Moro Cañas (* 2000), spanischer Tennisspieler
- Alima Moro (* 1983), ghanaische Fußballnationalspielerin
- Anton von Moro (1785–1870), österreichischer Unternehmer und Politiker
- Anton Lazzaro Moro (1687–1764), italienischer Geistlicher und früher Geologe
- Antonio Moro (1512/20–1576/7), flämischer Maler, siehe Anthonis Mor
- Aymard Moro Mvé (* 1987), gabunischer Fußballspieler
- Battista dell’Angolo del Moro (1514–1574), italienischer Maler und Kupferstecher
- Candido Domenico Moro (1880–1952), italienischer Ordensgeistlicher und römisch-katholischer Apostolischer Vikar von Benghazi
- Caroline von Moro (1815–1885), österreichische Malerin
- César Moro (1903–1956), peruanischer Maler und Lyriker
- Claudia Mattai del Moro (* 1972), schweizerische Filmtonfrau und Klangkünstlerin
- Cristoforo Moro (1390–1471), venezianischer Doge
- Daniel Moro (* 1973), spanischer Wasserballspieler
- Davide Moro (* 1982), italienischer Fußballspieler
- Ernst Moro (1874–1951), österreichisch-deutscher Kinderarzt
- Fabio Moro (* 1975), italienischer Fußballspieler
- Fabrizio Moro (* 1975), italienischer Cantautore
- Francesco Moro (Politiker, 1898) (1898–1958), italienischer Politiker
- Francesco Moro (Politiker, 1948) (* 1948), italienischer Politiker
- Franco Moro (* 1948), Schweizer Architekt
- Gerry Moro (* 1943), kanadischer Stabhochspringer und Zehnkämpfer
- Giulio Angolo del Moro, venezianischer Maler, Bildhauer und Architekt
- Giuseppe Moro (1921–1974), italienischer Fußballspieler
- Gotbert Moro (1902–1987), österreichischer Historiker
- Hugo Moro (1865–1954), österreichischer Pädagoge und Mundartdichter
- Ibrahim Moro (* 1993), ghanaischer Fußballspieler
- Iván Moro (* 1974), spanischer Wasserballspieler
- J. P. Moro (* 1951), deutscher Künstler
- Joanna Moro (* 1984), litauisch-polnische Schauspielerin und Sängerin
- Jona Moro (* 1995), österreichische schauspielende Person
- Javier Moro (* 1955), spanischer Autor
- Leopold Moro (1826–1900), österreichischer Politiker des Abgeordnetenhauses
- Liliana Moro (* 1961), italienische Installationskünstlerin
- Luca Moro († 2014), italienischer Automobilrennfahrer
- Luigi Moro (1918–2009), italo-kanadischer Eishockey-, Fußball- und Lacrossetrainer
- Luis Moro (* 1964), kubanisch-amerikanischer Schauspieler, Filmproduzent und Drehbuchautor
- Manlio Moro (* 2002), italienischer Radrennfahrer
- Marc Moro (* 1977), kanadischer Eishockeyspieler
- Marco Moro (1817–1885), italienischer Lithograf und Graphiker
- Martin Moro (* 1968), österreichischer Musiker
- Max von Moro (1817–1899), österreichischer Tuchfabrikant und Historiker
- Nasiru Moro (* 1996), ghanaischer Fußballspieler
- Nikola Moro (* 1998), kroatischer Fußballspieler
- Oscar Moro (1950–2006), argentinischer Schlagzeuger und Schauspieler
- Oswin Moro (1895–1941), österreichischer Volkskundler
- Paolo Moro (* 1945), Schweizer Architekt
- Romualdo Moro (1929–2001), uruguayischer Fußballspieler
- Ruggero Moro (1919–1956), italienischer Radrennfahrer
- Sérgio Moro (* 1972), brasilianischer Bundesrichter, Hochschullehrer und Justizminister
- Simone Moro (* 1967), italienischer Extrembergsteiger
- Theodor von Moro (1823–1863), österreichischer Fabrikant und Politiker, Landtagsabgeordneter
- Thomas von Moro (1786–1871), österreichischer Fabrikant und Politiker, Landtagsabgeordneter
- Vala Moro (1907–nach 1924), Tänzerin, Malerin und Grafikerin
- Vincent de Moro-Giafferi (1878–1956), französischer Strafverteidiger
- Xavi Moro (* 1975), französisch-spanischer Fußballspieler und -trainer